# NGC 54
NGC 54 (ook wel PGC 1011 of MCG -1-1-60) is een spiraalvormig sterrenstelsel in het sterrenbeeld Walvis.
NGC 54 werd in 1886 ontdekt door de Duitse astronoom Ernst Wilhelm Leberecht Tempel.
Waarnemers in de Benelux kunnen, aan de hand van NGC 54 en de nabij gelegen stelsels NGC 47 en NGC 50, op zoek gaan naar de gordel van geostationaire satellieten. De telescoop met volgmechanisme dient naar NGC 54, NGC 47, of NGC 50 gericht te worden, de geostationaire satellieten bewegen traag doorheen het beeldveld.